# Liga Uruguaya de Básquetbol 2009-10
La VII Liga Uruguaya de Básquetbol 2009-10, organizada por la FUB, se inició el 26 de agosto de 2009 y finalizó el 23 de marzo de 2010. La misma se denominó "Hugo Couto" en memoria del fallecido vicepresidente de la Federación e histórico dirigente del club Olimpia.

## Sistema de disputa
El sistema de disputa de la Liga consta básicamente de tres etapas: el torneo clasificatorio, la segunda fase y los play-offs que abarca los cuartos de final, las semifinales y las finales.
La liga comienza con el Clasificatorio, donde cada equipo deberá jugar contra todos sus rivales dos veces, una oficiando de local en su cancha y otra de visitante. Terminada esta fase, pasarán a la próxima ronda los diez primeros equipos, el último equipo de la tabla descenderá de categoría para jugar el Torneo Metropolitano, donde el primer y segundo puesto ascienden a la Liga.
Luego de culminado el Torneo de Clasificación comienza la Segunda fase, donde los equipos clasificados entrarán con la mitad de los puntos obtenidos en la Primera fase. En esta ronda, cada equipo deberá jugar una única vez contra cada uno de sus nueve rivales, siendo local para cada caso el equipo que haya vencido dos veces seguidas a su rival o que en la diferencia de puntos aventaje al mismo. Culminada esta fase dos equipos quedarán eliminados y ocho serán los que jueguen los play-offs.
La primera fase de los play-offs son los cuartos de final donde el primero de la tabla resultante de la Segunda fase deberá jugar con el octavo (A), el segundo con el séptimo (B), el tercero con el sexto (C) y el cuarto con el quinto (D), al mejor de cinco partidos. Los cuatro equipos vencedores se asegurarán un lugar en las semifinales.
A las semifinales llegarán cuatro equipos, triunfantes de los cuartos de final. En las mismas se enfrentaran el ganador A contra el ganador D, y el ganador B contra el ganador C, y triunfará el equipo que gane al menos tres de los cinco partidos reglamentarios.
De estas semifinales saldrán triunfantes solo dos equipos que se enfrentarán también en cinco contiendas por el título de Campeón uruguayo.

## Equipos 2009-10
| Club              | Ciudad      | Entrenador              |
| ----------------- | ----------- | ----------------------- |
| Aguada            | Montevideo  | Juan Carlos Werstein    |
| Anastasia         | Fray Bentos | Juan Carlos Cordatti    |
| Atenas            | Montevideo  | Héctor Da Prá           |
| Club Biguá        | Montevideo  | Alejandro Álvarez       |
| Bohemios          | Montevideo  | Luis Pierri             |
| Cader             | Rocha       | Alfonso Meoni           |
| Cordón            | Montevideo  | Juan Serdio             |
| Defensor Sporting | Montevideo  | Gerardo Jauri           |
| Ferro Carril      | Salto       | Javier Espíndola        |
| Hebraica y Macabi | Montevideo  | Fernando Cabrera        |
| Malvín            | Montevideo  | Pablo López             |
| Olimpia           | Montevideo  | Marcelo Signorelli      |
| Sayago            | Montevideo  | Horacio Perdomo         |
| Tabaré            | Montevideo  | Juan Carlos Alonso      |
| Trouville         | Montevideo  | Federico Camiña         |
| Unión Atlética    | Montevideo  | Alejandro Yayo González |

### Cambios de entrenadores
En Olimpia, el entonces entrenador, Daniel Lovera renunció en la 5.ª fecha del Clasificatorio, tras una racha de 0-5. Fue sustituido por Marcelo Signorelli.
En Hebraica, Cesar Somma renunció en la 11.ª fecha del Clasificatorio, tras una racha de 3-7, siendo reemplazado por Fernando Cabrera.
Álvaro Tito renunció en Tabaré luego de una racha de 3-10 en la 13.ª fecha del Clasificatorio, siendo sustituido por Juan Carlos Alonso.
Alfonso Meoni renunció en Cader en la 16.ª fecha del Clasificatorio con una racha de 6-10. Timoteo Carrasco dirigió interinamente el equipo hasta que en la 20.ª fecha asumió la titularidad Eduardo Naviliat.
Milton Larralde debió renunciar en Cordón por razones médicas. Fue sustituido por Juan Serdio en la 1.er. fecha de la Segunda fase.

## Desarrollo

### Torneo Clasificatorio
El Torneo clasificatorió se inició el 26 de agosto de 2009 dando por comenzada la Liga. Culminó el 30 de diciembre, dejando diez clasificados, cinco eliminados (que estarán en la Liga 2010-11) y un descenso, el de Tabaré. Si bien el reglamento indica que los últimos dos de la tabla deberán descender, el penúltimo fue Ferro Carril de Salto y se le dio la oportunidad, por ser un equipo del interior del país, de continuar en la próxima Liga.
| Puesto | Equipo            | G  | P  | Pts.    |
| ------ | ----------------- | -- | -- | ------- |
| 1º     | Defensor Sporting | 22 | 8  | 52      |
| 2º     | Malvín            | 20 | 10 | 50      |
| 3º     | Unión Atlética    | 19 | 11 | 49      |
| 4º     | Atenas            | 19 | 11 | 49      |
| 5º     | Cordón            | 16 | 14 | 46      |
| 6º     | Biguá             | 16 | 14 | 46      |
| 7º     | Trouville         | 16 | 14 | 46      |
| 8º     | Olimpia           | 15 | 15 | 45      |
| 9º     | Hebraica y Macabi | 15 | 15 | 45      |
| 10º    | Sayago            | 14 | 16 | 44      |
| 11º    | Anastasia         | 14 | 16 | 44      |
| 12º    | Aguada            | 14 | 16 | 42 (-2) |
| 13º    | Cader             | 11 | 19 | 41      |
| 14º    | Bohemios          | 10 | 20 | 40      |
| 15º    | Ferro Carril      | 10 | 19 | 39      |
| 16º    | Tabaré            | 8  | 21 | 37      |

|  | Equipos clasificados a la Segunda fase. |
|  | Desciende al Torneo Metropolitano.      |

### Segunda fase
La Segunda fase de la Liga se inició el 5 de enero de 2010 y culminó el 6 de febrero con la eliminación de Sayago y Hebraica y Macabi de la disputa. Tras la finalización se conocieron los rivales de cada equipo para los cuartos de final: Defensor Sporting (1º) contra Biguá (8º); Malvín (2º) contra Cordón (7º); Unión Atlética (3º) contra Olimpia (6º); y finalmente Trouville (4º) contra Atenas (5º).
| Puesto | Equipo            | G  | P  | Pts. |
| ------ | ----------------- | -- | -- | ---- |
| 1º     | Defensor Sporting | 29 | 10 | 42   |
| 2º     | Malvín            | 27 | 12 | 41   |
| 3º     | Unión Atlética    | 26 | 13 | 40,5 |
| 4º     | Trouville         | 22 | 17 | 38   |
| 5º     | Atenas            | 25 | 14 | 37,5 |
| 6º     | Olimpia           | 20 | 19 | 36,5 |
| 7º     | Cordón            | 19 | 20 | 35   |
| 8º     | Biguá             | 18 | 21 | 34   |
| 9º     | Hebraica y Macabi | 16 | 23 | 32,5 |
| 10º    | Sayago            | 15 | 24 | 32   |

|  | Equipos clasificados a Play-offs. |

### Play-offs
Los play-offs se iniciarán el 9 de febrero de 2010 con el comienzo de los cuartos de final. En este caso los equipos que deberán jugar son Defensor Sporting vs. Biguá (A); Malvín vs. Cordón (B); Unión Atlética vs. Olimpia (C); y Trouville vs. Atenas (D). El ganador (A) deberá jugar las semifinales con el ganador (D), y el ganador (B) deberá hacer lo mismo con el ganador (C). El ganador de cada semifinal deberá jugar las finales y vencer para proclamarse campeón.
Solo se necesitaron tres finales, donde Defensor Sporting se coronó, finalmente el 23 de marzo campeón de la Liga.
|  | Cuartos de final       | Cuartos de final       |                    |                       | Semifinales            | Semifinales            |  |                       | Final                  | Final                  |  |
|  | Al mejor de 5 partidos | Al mejor de 5 partidos |                    |                       | Al mejor de 5 partidos | Al mejor de 5 partidos |  |                       | Al mejor de 5 partidos | Al mejor de 5 partidos |  |
|  |                        |                        |                    |                       |                        |                        |  |                       |                        |                        |  |
|  |                        |                        |                    |                       |                        |                        |  |                       |                        |                        |  |
|  | (1) Defensor Sporting  | 3                      |                    |                       |                        |                        |  |                       |                        |                        |  |
|  | (1) Defensor Sporting  | 3                      |                    |                       |                        |                        |  |                       |                        |                        |  |
|  | (8) Biguá              | 2                      |                    |                       |                        |                        |  |                       |                        |                        |  |
|  | (8) Biguá              | 2                      |                    | (1) Defensor Sporting | 3                      |                        |  |                       |                        |                        |  |
|  |                        |                        |                    | (1) Defensor Sporting | 3                      |                        |  |                       |                        |                        |  |
|  |                        |                        | (4) Trouville      | 1                     |                        |                        |  |                       |                        |                        |  |
|  | (4) Trouville          | 3                      | (4) Trouville      | 1                     |                        |                        |  |                       |                        |                        |  |
|  | (4) Trouville          | 3                      |                    |                       |                        |                        |  |                       |                        |                        |  |
|  | (5) Atenas             | 2                      |                    |                       |                        |                        |  |                       |                        |                        |  |
|  | (5) Atenas             | 2                      |                    |                       |                        |                        |  | (1) Defensor Sporting | 3                      |                        |  |
|  |                        |                        |                    |                       |                        |                        |  | (1) Defensor Sporting | 3                      |                        |  |
|  |                        |                        | (2) Malvín         | 0                     |                        |                        |  |                       |                        |                        |  |
|  | (3) Unión Atlética     | 3                      | (2) Malvín         | 0                     |                        |                        |  |                       |                        |                        |  |
|  | (3) Unión Atlética     | 3                      |                    |                       |                        |                        |  |                       |                        |                        |  |
|  | (6) Olimpia            | 2                      |                    |                       |                        |                        |  |                       |                        |                        |  |
|  | (6) Olimpia            | 2                      |                    | (2) Malvín            | 3                      |                        |  |                       |                        |                        |  |
|  |                        |                        |                    | (2) Malvín            | 3                      |                        |  |                       |                        |                        |  |
|  |                        |                        | (3) Unión Atlética | 2                     |                        |                        |  |                       |                        |                        |  |
|  | (2) Malvín             | 3                      | (3) Unión Atlética | 2                     |                        |                        |  |                       |                        |                        |  |
|  | (2) Malvín             | 3                      |                    |                       |                        |                        |  |                       |                        |                        |  |
|  | (7) Cordón             | 0                      |                    |                       |                        |                        |  |                       |                        |                        |  |
|  | (7) Cordón             | 0                      |                    |                       |                        |                        |  |                       |                        |                        |  |
|  |                        |                        |                    |                       |                        |                        |  |                       |                        |                        |  |

| Campeón de la LUB 2009-10        |
| -------------------------------- |
| Defensor Sporting Segundo título |

Tras incidentes ocurridos entre la parcialidad de Trouville y Atenas, el 2 de marzo, Trouville decidió renunciar a la Liga 2009-10. A su vez, el Tribunal de Penas resolvió al día siguiente suspender la afiliación de Atenas en la Liga por el plazo de un año.
Sin embargo, luego del fallo que desafilió a Atenas y lo hizo descender al torneo de Tercera división, este equipo; así como el Ministro de Deporte, Héctor Lescano y el resto de los cuadros de la Liga convencieron al Club Trouville de que continúe en la Liga, ya que si abandonaba la misma corría el riesgo de descender a Tercera. De esta manera, Trouville accedió a continuar, y con Atenas afuera, se prestó a jugar las semifinales contra Defensor Sporting.

## Líderes por Estadísticas
| Categoría                    | Jugador          | Equipo               | Prom. |
| ---------------------------- | ---------------- | -------------------- | ----- |
| Puntos por partido           | Kyle Lamonte     | Club Atlético Aguada | 32,8  |
| Rebotes por partido          | Jermaine Griffin | Cader                | 13,8  |
| Asistencias por partido      | Gustavo Barrera  | Unión Atlética       | 7,1   |
| Robos de balón por partido   | Robby Collum     | Defensor Sporting    | 3,0   |
| Tapones por partido          | Elgrace Wilborn  | Atenas               | 4,6   |
| Pérdidas por partido         | Isadore Thornton | Club Sayago          | 4,1   |
| Porcentaje de tiros de campo | Elgrace Wilborn  | Atenas               | 65,8% |
| Porcentaje de tiros libres   | Pablo Clérici    | Atenas               | 94,0% |
| Porcentaje de Tiros de 3     | Pablo Morales    | Club Malvín          | 46,6% |

## Premios

### Reconocimientos individuales
- MVP de la Temporada
  -  Gustavo Barrera, Unión Atlética
- Jugador SUB 23 del año
  -  Martín Aguilera, Club Trouville
- Mejor Defensor
  -  Sebastián Vázquez, Unión Atlética
- Mejor Sexto Hombre
  -  Pablo Clérici, Club Atlético Atenas
- Jugador Más Mejorado
  -  Sebastián Izaguirre, Defensor Sporting
- Entrenador del año
  -  Gerardo Jauri, Defensor Sporting
- Mejor Quinteto de la Temporada (Uruguayos)
  -  Gustavo Barrera, Unión Atlética
  -  Joaquín Izuibejeres, Club Malvín
  -  Emilio Taboada, Club Biguá
  -  Diego Castrillón, Defensor Sporting
  -  Reque Newsome, Club Atlético Olimpia
- Mejor Quinteto de la Temporada (Extranjeros)
  -  Robby Collum, Defensor Sporting
  -  Kyle Lamonte, Club Atlético Aguada
  -  Alex Galindo, Club Atlético Cader
  -  Gordon James, Club Trouville
  -  Chris Jackson, Defensor Sporting
- Mejor Quinteto defensivo de la Temporada
  -  Gustavo Barrera, Unión Atlética
  -  Robby Collum, Defensor Sporting
  -  Joaquín Izuibejeres, Club Malvín
  -  Sebastián Vázquez, Unión Atlética
  -  Elgrace Wilborn, Club Atlético Atenas
- Mejor Quinteto SUB 23 de la Temporada
  -  Bruno Fitipaldo, Club Malvín / Juan Cambón, Club Biguá
  -  Federico Álvarez, Defensor Sporting
  -  Gonzalo Meira, Club Biguá
  -  Martín Aguilera, Club Trouville
  -  Mathías Calfani, Club Biguá

## Curiosidades de la Liga 2009-10
- Malvín fue el club que más partidos ha ganado consecutivamente, obteniendo diez victorias seguidas.

- Tabaré fue el club que ha perdido más partidos consecutivamente, perdiendo siete veces seguidas.

- El partido con más tantos anotados se dio entre Sayago y Tabaré, con 238 tantos: 122 para Sayago y 116 para Tabaré.

- El partido con menos tantos anotados se dio entre Ferro y Atenas y entre Ferro y Sayago, con 111 tantos en ambos partidos: 53 para Ferro y 58 para Atenas en el primer partido y 61 para Ferro y 50 para Sayago en el último partido.

- La mayor diferencia en un partido se dio entre Atenas y Ferro, donde el primer equipo aventajó en 45 puntos a su adversario.

- El equipo con más tantos a favor en un solo encuentro fue Sayago con 122 puntos frente a Tabaré.

- El equipo con menos tantos a favor en un solo encuentro curiosamente también fue Sayago, con 50 puntos.